# Maggie May
Pour la chanson de Rod Stewart, voir Maggie May. Pour la chanteuse allemande, voir Maggie Mae.
Maggie May est une chanson traditionnelle britannique de Liverpool. Elle est enregistrée et publiée en 45 tours par le Vipers Skiffle Group (en) en 1957. Une très courte version de l;a chanson se retrouve sur l'album Let It Be des Beatles en 1970, cette fois avec la graphie Maggie Mae.

## Historique

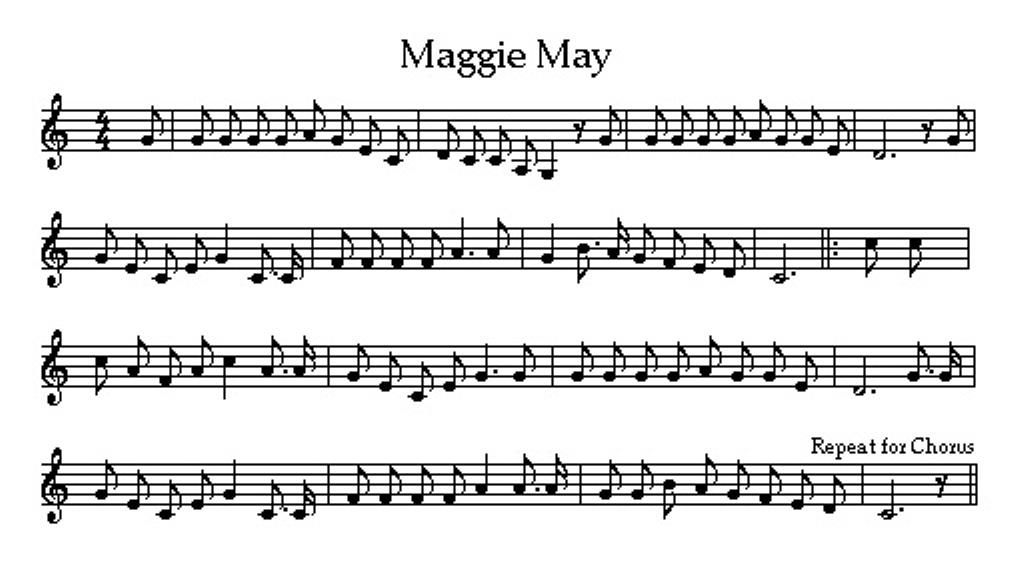
Partition musicale de Maggie May.

La première trace de cette chanson traditionnelle de Liverpool se trouve au début des années 1800 et raconte l'histoire de Nellie Ray, une prostituée de cette ville qui dérobait ses clients et qui est arrêtée et envoyée aux prisons de la Terre de Van Diemen, l'île de Tasmanie. Avec le temps, la chanson se transforme et son personnage prend le nom de Maggie May. En 1957, The Vipers Skiffle Group enregistre la chanson, séance produite par George Martin, le futur producteur des Beatles, mais ne sera jamais jouée à la BBC en raison de la nature du sujet.
Une version par Judy Garland, avec le titre Maggie, Maggie May, tirée de la comédie musicale Maggie May (en) de Lionel Bart, a été publiée en 1964 sur le E.P. du même nom.

## Version des Beatles
Pistes de Let It Be
Let It Be I've Got a Feeling
À partir de 1957, les Quarrymen, le groupe précurseur des Beatles, ont souvent interprété cette chanson sur scène. En 1969, durant les séances dites Get Back, autant par nostalgie pour sa ville natale que parce qu'il n'a pas beaucoup de chansons originales à présenter au groupe, John Lennon tente d'en faire enregistrer une version par les Beatles. Aucune tentative complète n'est effectuée mais une brève interprétation, d'une durée de 39 secondes, apparaît sur l'album Let It Be en 1970, utilisant la graphie Maggie Mae. Enregistrée le 24 janvier 1969, cette piste n'a pas été retenue sur la version « nettoyée » de l'album, Let It Be… Naked paru en 2003, mais une autre version enregistrée la même journée est entendue en partie sur son disque bonus, Fly on the Wall, éditée avec Fancy My Chances With You, une chanson originale du tandem Lennon/McCartney datant de 1962.

### Reprises
En 1979, John Lennon la chante seul à la guitare et cet enregistrement sera inclus en 1998 dans le boîtier John Lennon Anthology.
Bien que le titre de cette chanson apparaît dans la liste des chansons de l'album Let It Be du groupe de musique industrielle slovène Laibach, paru en 1988, qui est entièrement constitué de reprises des chansons du disque homonyme des Beatles, on y entend plutôt la chanson traditionnelle allemande Auf der Lüneburger Heide incorporant un extrait de Was Gleicht Wohl Auf Erden.

## Dans les films
2009 : John Lennon (interprété par Aaron Johnson) et les Quarrymen jouent Maggie Mae en concert dans le film Nowhere Boy.
2017 : Dans Pirates of the Caribbean: Dead Men Tell No Tales. Paul McCartney chante cette chanson, sous les traits de Jack Sparrow, l'oncle du personnage homonyme joué par Johnny Depp, avec le mot « dirty » remplacé par « Maggie » telle la version originelle.